# 哈特 (密蘇里州麥克唐納縣)
哈特（英語：Hart）是位於美國密蘇里州麥克唐納縣的非建制地區。

## 歷史
哈特的郵局於1883年設立，其後於1911年停運。

## 地理
哈特所處的海拔為高於海平面338米（即1109英呎），而該地所採用的時區為UTC-6，即北美中部時區（CST）。同時該地設有夏令時間，為UTC-6調快一小時，即UTC-5（CDT）。